# Trang Mục Vương hậu
Tề Quốc Đại trưởng công chúa (Hangul: 제국대장공주, chữ Hán: 齊國大長公主; 28 tháng 6 năm 1259 – 21 tháng 5 năm 1297), còn được gọi là Trang Mục Vương hậu (장목왕후; 莊穆王后), là vương hậu của vua Cao Ly Trung Liệt Vương và là mẹ của vua Trung Tuyên Vương. Bà là công chúa Mông Cổ đầu tiên từ nhà Nguyên đến Cao Ly.

## Tiểu sử
Bà tên thật là Hốt Đô Lỗ Kiên Mễ Thất (Hangul: 쿠틀룩켈미쉬; chữ Hán: 忽都魯揭里迷失) sinh tại Mông Cổ và là con gái của Hốt Tất Liệt. Bà là chắt của Thành Cát Tư Hãn và là cháu nội của Đà Lôi. Vào năm 1274, bà kết hôn với Cao Ly Trung Liệt Vương và trở thành vương hậu của Cao Ly.
Trước đây, Trung Liệt Vương đã lấy một người con gái trong tông thất, lập làm Thái tử phi và sinh được một con trai. Tuy nhiên, vì Cao Ly đã chịu thần phục nhà Nguyên nên ông đã lập Kế Quốc công chúa làm Vương hậu, đồng thời phong con trai thứ hai của mình làm Thế tử.
Bà tham gia vào nhiều việc triều chính, được đánh giá là người thông minh và mạnh mẽ. Bà mất năm 1297, hưởng dương 38 tuổi. Trung Liệt Vương truy phong Trang Mục Vương hậu. Thụy hiệu đầy đủ của bà là Trinh Mẫn Trang Tuyên Nhân Minh Thái hậu (貞敏莊宣仁明太后), được truy tôn bởi con trai của mình.

## Gia đình
- Cha: Hốt Tất Liệt (1215 – 1294).
- Mẹ: A Tốc Chân Khả Độn (아속진가돈).
- Chồng: Cao Ly Trung Liệt Vương (고려 충렬왕; 1236 – 1308), các con là:
  1. Trung Tuyên Vương (충선왕; 1275 – 1325).
  2. 2 con gái và một con trai không rõ tên, có lẽ mất sớm.